# Ostrów (rejon mikołajowski)
Ostrów (ukr. Острів) – wieś na Ukrainie w rejonie stryjskim (do 2020 roku w rejonie mikołajowskim) obwodu lwowskiego.